# Vallbufandes I
Vallbufandes I és un abric que conté pintures rupestres d'estil llevantí. Està situat al terme municipal de Mequinensa (Aragó). Es troba localitzat en un aflorament d'arenisca oligocena a la desembocadura del Barranc de Vallbufandes, en el seu marge esquerre, molt prop de la riba vora el riu Segre (a uns 300–400 metres). Aquest aflorament se situa a la zona més alta dels vessants del barranc del mateix nom, on arriba a tenir un gruix d'uns dos metres. Aquesta zona s'ubica a l'extrem Nord de la localitat de Mequinensa, vora el seu nucli urbà.
El conjunt està compost per un diminut abric format per una sèrie de grans lloses d'arenisca fracturades de l'aflorament rocós del vessant del barranc, amb una orientació general cap al sud i sud-est. Donada la situació del barranc, la seva visibilitat es molt limitada, quedant lliures solament cap a l'est. i sud-est. Les dimensions de l'abric són 1,60 metres d'altura màxima i 1,50 d'amplària màxima. L'entorn de l'abric es troba degradat per les explotacions mineres, així com per la mateixa proximitat del poble nou de Mequinensa.
L'abric està inclòs dins de la relació de coves i abrics amb manifestacions d'art rupestre considerats Béns d'Interès Cultural en virtut del que es disposa en la disposició addicional segona de la Llei 3/1999, de 10 de març, del Patrimoni Cultural Aragonés. Aquest llistat va ser publicat en el Butlletí Oficial d'Aragó del dia 27 de març de 2002. Forma part també del conjunt de l'art rupestre de l'arc mediterrani de la península ibèrica, que va ser delclarat Patrimoni de la Humanitat per la Unesco (ref. 874-665). També va ser declarat Bé d'Interès Cultural amb el codi RI-51-0009509.